# Пилипка-сынок
«Пилипка-сынок» (Сынко-Филипко, бел. Пiлiпка-сынок, Піліпка і ведзьма) — белорусская и русская народная сказка, основанная на сюжете восточнославянских сказок «Мальчик и ведьма».

## Сюжет
В сказке повествуется об одной семье, где у мужа с женой не было детей. Однажды пошёл муж в лес рубить ольху, принёс домой полено, которое жена положила в колыбель. Через некоторое время у них родился мальчик, которого они назвали Пилипкой.
Подрос Пилипка и стал на озере для семьи рыбу ловить, а мать приносила ему на бережок поесть пирожков. Старая Баба-яга проведала, что на озере ловит рыбу мальчик, пришла на берег с мешком и кочергой и стала звать Пилипка. Откликнулся на её зов мальчик и попал в руки ведьмы. Пока она несла его в свой дом, устала и прилегла отдохнуть. Пилипка вылез из мешка, положил туда тяжелые камни и вернулся на озеро.
Только в своей избушке Яга обнаружила пропажу, когда приказала дочери приготовить из мальчика ужин. Снова побежала ведьма на озеро и стала звать Пилипка. Но он узнал голос Бабы-яги и не стал ехать на бережок. Яга перековала у кузнеца свой голос на тоненький и со второй попытки обманула Пилипка. Принесла его домой, сказала дочери испечь мальчика, а сама ушла. С помощью хитрости в печи оказалась дочь ведьмы, а Пилипка выбежал во двор и залез на высокое дерево. Вернулась Баба-яга, съела свою дочь и вышла на двор довольная. А Пилипка с дерева сказал ей, что он жив-живёхонек.
Обозлённая ведьма взяла топор и стала рубить дерево. Спасли Пилипка пролетавшие гуси, которые на своих крыльях принесли мальчика во двор к родителям. Обрадовались муж и жена, что сын их жив, посадили за стол и стали угощать. А гусей накормили овсом, и они полетели дальше.
По мотивам сказки на киностудии «Беларусьфильм» был создан мультипликационный фильм «Пилипка».